# Jules Février
 (octobre 2020).
Pour les articles homonymes, voir Février (homonymie).
Jules Février, né Pierre Barthélémy Victor Jules Février le 4 septembre 1842 à Membrey (Haute-Saône) et mort le 23 janvier 1937 dans le 17e arrondissement de Paris, est un architecte français.

## Biographie
Après son entrée à l’atelier Constant-Dufeux, Jules Février est reçu à l’École nationale supérieure des beaux-arts en 1862. Il remporte deux secondes médailles en deuxième classe et passe en première classe en 1867. Il obtient en 1889 la Grande médaille d’architecture privée de la Société centrale des architectes pour sa construction la plus célèbre, l'hôtel Gaillard. 
Il est inhumé au cimetière du Père-Lachaise, dans la 13e division.
Il est le père du compositeur Henry Février et de l'architecte Raymond Février. 

## Œuvre

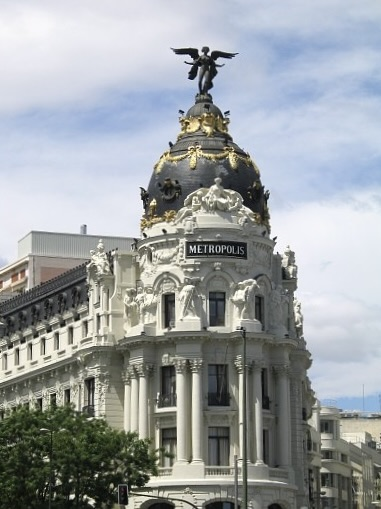
L'immeuble Metrópolis à Madrid, œuvre de Jules et Raymond Février.

Membre de la Fondation Taylor, ancien inspecteur rattaché à l'agence du musée du Louvre, architecte de L'Urbaine, compagnie d’assurances privée sur la vie, il travaille aussi pour le compte de la Société générale. 
Il construit plusieurs hôtels particuliers dans le quartier de la plaine Monceau. Si son œuvre majeure est l’hôtel Gaillard, situé place Malesherbes (devenue la place du Général-Catroux en 1977) à Paris, on lui doit aussi l'hôtel Haviland (porcelainier américain), avenue de Villiers, siège de l'ancien conservatoire Claude-Debussy et l’hôtel de Valtesse de La Bigne au 98, boulevard Malesherbes, qui inspira à Émile Zola la demeure de l'héroïne de Nana. Sur ce même boulevard, il signe et date « J. FEVRIER ARCHTE / 1875 » l'hôtel particulier du no 100, construit pour le peintre Eugène Baugnies (1841-1891) dont l'épouse, née Marguerite Jourdain (1850-1930), future Marguerite de Saint-Marceaux, anime un salon musical fréquenté par le tout-Paris.
De 1907 à 1911, il dirige avec son fils Raymond la construction de l'immeuble Metrópolis à Madrid.